# Discografia di Gregg Alexander
Tutti questi brani sono stati scritti, da solo o assieme ad altri autori, e (a meno che non sia precisato diversamente) anche prodotti da Gregg Alexander.
| Brano                                                      | Artista                                | Album                                         | Anno |
| ---------------------------------------------------------- | -------------------------------------- | --------------------------------------------- | ---- |
| "You Get What You Give"                                    | New Radicals                           | Maybe You've Been Brainwashed Too, singolo    | 1998 |
| "Someday We'll Know"                                       | New Radicals                           | Maybe You've Been Brainwashed Too, singolo    | 1998 |
| "Mother We Just Can't Get Enough"                          | New Radicals                           | Maybe You've Been Brainwashed Too             | 1998 |
| "I Hope I Didn't Just Give Away the Ending"                | New Radicals                           | Maybe You've Been Brainwashed Too             | 1998 |
| "I Don't Wanna Die Anymore"                                | New Radicals                           | Maybe You've Been Brainwashed Too             | 1998 |
| "Jehovah Made This Whole Joint For You"                    | New Radicals                           | Maybe You've Been Brainwashed Too             | 1998 |
| "Maybe You've Been Brainwashed Too"                        | New Radicals                           | Maybe You've Been Brainwashed Too             | 1998 |
| "In Need Of A Miracle"                                     | New Radicals                           | Maybe You've Been Brainwashed Too             | 1998 |
| "Gotta Stay High"                                          | New Radicals                           | Maybe You've Been Brainwashed Too             | 1998 |
| "Technicolor Lover"                                        | New Radicals                           | Maybe You've Been Brainwashed Too             | 1998 |
| "Flowers"                                                  | New Radicals                           | Maybe You've Been Brainwashed Too             | 1998 |
| "Crying Like A Church On Monday"                           | New Radicals                           | Maybe You've Been Brainwashed Too             | 1998 |
| "To Think I Thought"                                       | New Radicals                           | "You Get What You Give" singolo               | 1999 |
| "The Decency League"                                       | New Radicals                           | "Someday We'll Know" singolo                  | 1999 |
| "A Love Like That"                                         | Gregg Alexander                        | – (pubblicato online su PickTheHits.com)      | 2003 |
| "In The Neighborhood"                                      | Gregg Alexander                        | Michigan Rain                                 | 1989 |
| "Ev'ry Now And Then"                                       | Gregg Alexander                        | Michigan Rain                                 | 1989 |
| "Don't Cry Mrs Davis"                                      | Gregg Alexander                        | Michigan Rain                                 | 1989 |
| "Sinner Times Ten"                                         | Gregg Alexander                        | Michigan Rain                                 | 1989 |
| "Five And Dimes And Petty Crime"                           | Gregg Alexander                        | Michigan Rain                                 | 1989 |
| "Michigan Rain"                                            | Gregg Alexander                        | Michigan Rain, Intoxifornication              | 1989 |
| "Loving You Sets Me Free"                                  | Gregg Alexander                        | Michigan Rain, Intoxifornication              | 1989 |
| "Cruel With Me"                                            | Gregg Alexander                        | Michigan Rain, Intoxifornication              | 1989 |
| "Save Me From Myself"                                      | Gregg Alexander                        | Michigan Rain, Intoxifornication              | 1989 |
| "The World We Love So Much"                                | Gregg Alexander                        | Michigan Rain, Intoxifornication              | 1989 |
| "Smokin' In Bed"                                           | Gregg Alexander                        | Intoxifornication, singolo                    | 1992 |
| "The Truth"                                                | Gregg Alexander                        | Intoxifornication, singolo                    | 1992 |
| "Intoxifornication"                                        | Gregg Alexander                        | Intoxifornication                             | 1992 |
| "I Wanna Seduce You"                                       | Gregg Alexander                        | Intoxifornication                             | 1992 |
| "Electric Girlfriend"                                      | Gregg Alexander                        | Intoxifornication                             | 1992 |
| "Wear Your Love Beside You"                                | Gregg Alexander                        | Intoxifornication (traccia fantasma)          | 1992 |
| "What If God Fell From The Sky"                            | Danielle Brisebois                     | Arrive All Over You, singolo                  | 1994 |
| "Don't Wanna Talk About Love"                              | Danielle Brisebois                     | Arrive All Over You, singolo                  | 1994 |
| "Crawling"                                                 | Danielle Brisebois                     | Arrive All Over You                           | 1994 |
| "Ain't Gonna Cry No More"                                  | Danielle Brisebois                     | Arrive All Over You                           | 1994 |
| "Promise Tomorrow Tonight"                                 | Danielle Brisebois con Gregg Alexander | Arrive All Over You                           | 1994 |
| "Middla My Heart"                                          | Danielle Brisebois                     | Arrive All Over You                           | 1994 |
| "Maybe Love Will Change Your Mind"                         | Danielle Brisebois                     | Arrive All Over You                           | 1994 |
| "Did I Lead You On"                                        | Danielle Brisebois                     | Arrive All Over You                           | 1994 |
| "Welcome To Love – Now Go Home"                            | Danielle Brisebois                     | Arrive All Over You                           | 1994 |
| "Sinking Slow"                                             | Danielle Brisebois                     | "What If God Fell From The Sky" singolo       | 1994 |
| "Pretty Baby"                                              | Danielle Brisebois                     | "I Don't Wanna Talk About Love" singolo       | 1995 |
| "I've Had It"                                              | Danielle Brisebois                     | Portable Life, singolo                        | 1999 |
| "Five Friends"                                             | Danielle Brisebois                     | Portable Life                                 | 1999 |
| "Temporary Like The Rain"                                  | Danielle Brisebois                     | Portable Life                                 | 1999 |
| "Stop It Hurts You're Killing Me Don't Stop"               | Danielle Brisebois                     | Portable Life                                 | 1999 |
| "If I Died Tonite You'd Have To Think Of Me"               | Danielle Brisebois                     | Portable Life                                 | 1999 |
| "Going Down The Wrong Way"                                 | Danielle Brisebois                     | Portable Life                                 | 1999 |
| "Need A Little Love"                                       | Danielle Brisebois                     | Portable Life                                 | 1999 |
| "My Dreaming Days Are Through"                             | Danielle Brisebois                     | Portable Life                                 | 1999 |
| "Give Me A Day"                                            | Danielle Brisebois                     | Portable Life                                 | 1999 |
| "Life Is a Rollercoaster"                                  | Ronan Keating                          | Ronan, singolo                                | 2000 |
| "Heal Me"                                                  | Ronan Keating                          | Ronan                                         | 2000 |
| "Lovin' Each Day"                                          | Ronan Keating                          | Ronan (riedizione 2001), singolo, Destination | 2001 |
| "I Love It When We Do"                                     | Ronan Keating                          | Destination, singolo                          | 2002 |
| "Love Won't Work (If We Don't Try)"                        | Ronan Keating                          | Destination                                   | 2002 |
| "Come Be My Baby"                                          | Ronan Keating                          | Destination                                   | 2002 |
| "My One Thing That's Real"                                 | Ronan Keating                          | Destination                                   | 2002 |
| "Time For Love "                                           | Ronan Keating                          | Destination                                   | 2002 |
| "Blown Away"                                               | Ronan Keating                          | Destination                                   | 2002 |
| "As Much As I Can Give You Girl"                           | Ronan Keating                          | Destination                                   | 2002 |
| "Pickin' Me Up"                                            | Ronan Keating                          | Destination                                   | 2002 |
| "I Got My Heart On You"                                    | Ronan Keating                          | Destination (bonus track UK)                  | 2002 |
| "Give You What You Want"                                   | Ronan Keating                          | Turn It On (bonus track UK)                   | 2003 |
| "Getting Started"                                          | Ronan Keating                          | Turn It On (bonus track UK)                   | 2003 |
| "(We Just Need) Time"                                      | Ronan Keating                          | Bring You Home                                | 2006 |
| "Murder on the Dancefloor"                                 | Sophie Ellis-Bextor                    | Read My Lips, singolo                         | 2001 |
| "Music Gets The Best Of Me"                                | Sophie Ellis-Bextor                    | Read My Lips, singolo                         | 2001 |
| "Mixed Up World"                                           | Sophie Ellis Bextor                    | Shoot from the Hip, singolo                   | 2003 |
| "I Won't Change You"                                       | Sophie Ellis-Bextor                    | Shoot from the Hip, singolo                   | 2003 |
| "Party In My Head"                                         | Sophie Ellis-Bextor                    | Shoot from the Hip                            | 2003 |
| "The Way You Touch Me"                                     | Enrique Iglesias                       | 7                                             | 2003 |
| "Say It"                                                   | Enrique Iglesias                       | 7                                             | 2003 |
| "Break Me Shake Me (You Can't Make Me)"                    | Enrique Iglesias                       | 7                                             | 2003 |
| "Live It Up Tonight"                                       | Enrique Iglesias                       | 7                                             | 2003 |
| "I'm Gonna Blow Your Mind"                                 | Carly Hennessy                         | Ultimate High, singolo                        | 2001 |
| "Surface Wound"                                            | Carly Hennessy                         | Ultimate High                                 | 2001 |
| "You'll Never Meet God (If You Break My Heart)"            | Carly Hennessy                         | Ultimate High                                 | 2001 |
| "No One's Safe From Goodbyes"                              | Carly Hennessy                         | Ultimate High                                 | 2001 |
| "Young Love"                                               | Carly Hennessy                         | Ultimate High                                 | 2001 |
| "I Need A Little Love"                                     | Carly Hennessy                         | Ultimate High                                 | 2001 |
| "What I've Found"                                          | Carly Hennessy                         | Ultimate High                                 | 2001 |
| "No One Comes Around"                                      | Carly Hennessy                         | "Beautiful You" singolo                       | 2001 |
| "Game Of Love"                                             | Santana & Michelle Branch              | Shaman, singolo                               | 2003 |
| "I Can't Deny It"                                          | Rod Stewart                            | Human, singolo                                | 2000 |
| "Inner Smile"                                              | Texas                                  | The Greatest Hits, singolo                    | 2000 |
| "On The Horizon"                                           | Melanie C.                             | Reason, singolo                               | 2003 |
| "Lost Without Each Other"                                  | Hanson                                 | Underneath, singolo                           | 2004 |
| "Ain't It Better Like This"                                | Mónica Naranjo                         | Chicas Malas, singolo                         | 2002 |
| "I'm Moving On"                                            | Scott Cain                             | Controlled Folly, singolo                     | 2001 |
| "Crazy People Rock"                                        | Scott Cain                             | Controlled Folly, singolo                     | 2001 |
| "I Can't Deny It"                                          | Scott Cain                             | Controlled Folly                              | 2001 |
| "Everybody Get Pumped"                                     | S Club 7                               | Best: The Greatest Hits of S Club 7           | 2003 |
| "Coming Alone"                                             | Shannon Beaty                          | Shannon Beaty                                 | 2001 |
| "Here Comes My Baby"                                       | Belinda Carlisle                       | Real                                          | 1993 |
| "If It's Too Late"                                         | Giorgi                                 | Introducing Giorgi                            | 2004 |
| "Inner Child"                                              | Justin Guarini                         | Justin Guarini                                | 2003 |
| "Let's Do It For Love"                                     | Abra Moore                             | No Fear                                       | 2002 |
| "Remember Who's Your Man"                                  | INXS                                   | Switch                                        | 2005 |
| "Shake Your Bootie Cutie"                                  | Geri Halliwell                         | Scream If You Wanna Go Faster                 | 2001 |
| "Someday We'll Know"                                       | Mandy Moore feat. Jonathan Foreman     | A Walk to Remember O.S.T.                     | 2002 |
| "Someday We'll Know"                                       | Hall & Oates feat. Todd Rundgren       | Do It For Love                                | 2003 |
| "Terrified (Of Losing You)"                                | Melanie Williams                       | Human Cradle                                  | 1994 |
| "Whatever Turns You On"                                    | Devin                                  | Here on Earth O.S.T.                          | 2000 |
| "Why Can't We Make Things Work"                            | Lee Mead                               | Lee Mead                                      | 2007 |
| "My Heart Can't Change"                                    | Taylor Dayne                           | Satisfied                                     | 2008 |
| "失陪" (Version in lingua mandarina di "If It's Too Late") | 林曉培 (Shino Lin)                     | 不知好歹 (Graceless)                          | 2003 |
| "最愛你的是我" ("Murder On The Dancefloor")                | 陳慧琳 (Kelly Chen)                    | 心口不一                                      | 2003 |
| "Love is a Hurricane"                                      | Boyzone                                | Brother                                       | 2010 |
| "Kick The Party Out (Crash My Maserati) "                  | NightBus                               | I Wanna Be You (Singolo)                      | 2010 |